# لورنا كاسيلتون
لورنا كاسيلتون (بالإنجليزية: Lorna Casselton)‏ (18 يوليو 1938 - 14 فبراير 2014)، أكاديمية وعالمة أحياء بريطانية.